# Casa Pampanini
Casa Pampanini (o Villa Pampanini) è una villa veneta di San Fior, situata di fronte al lato destro della chiesa di San Bernardino e affacciata sulla SS 13 Pontebbana.

## Storia
Villa Pampanini fu edificata alla fine del Seicento per essere la nobile dimora della famiglia Pampanini.
Nei secoli successivi subì diversi interventi che ne hanno modificato alcuni tratti dell'originario aspetto, tuttavia oggi, ancora privata dopo numerosi passaggi di proprietà, si presenta in discrete condizioni.

## Descrizione

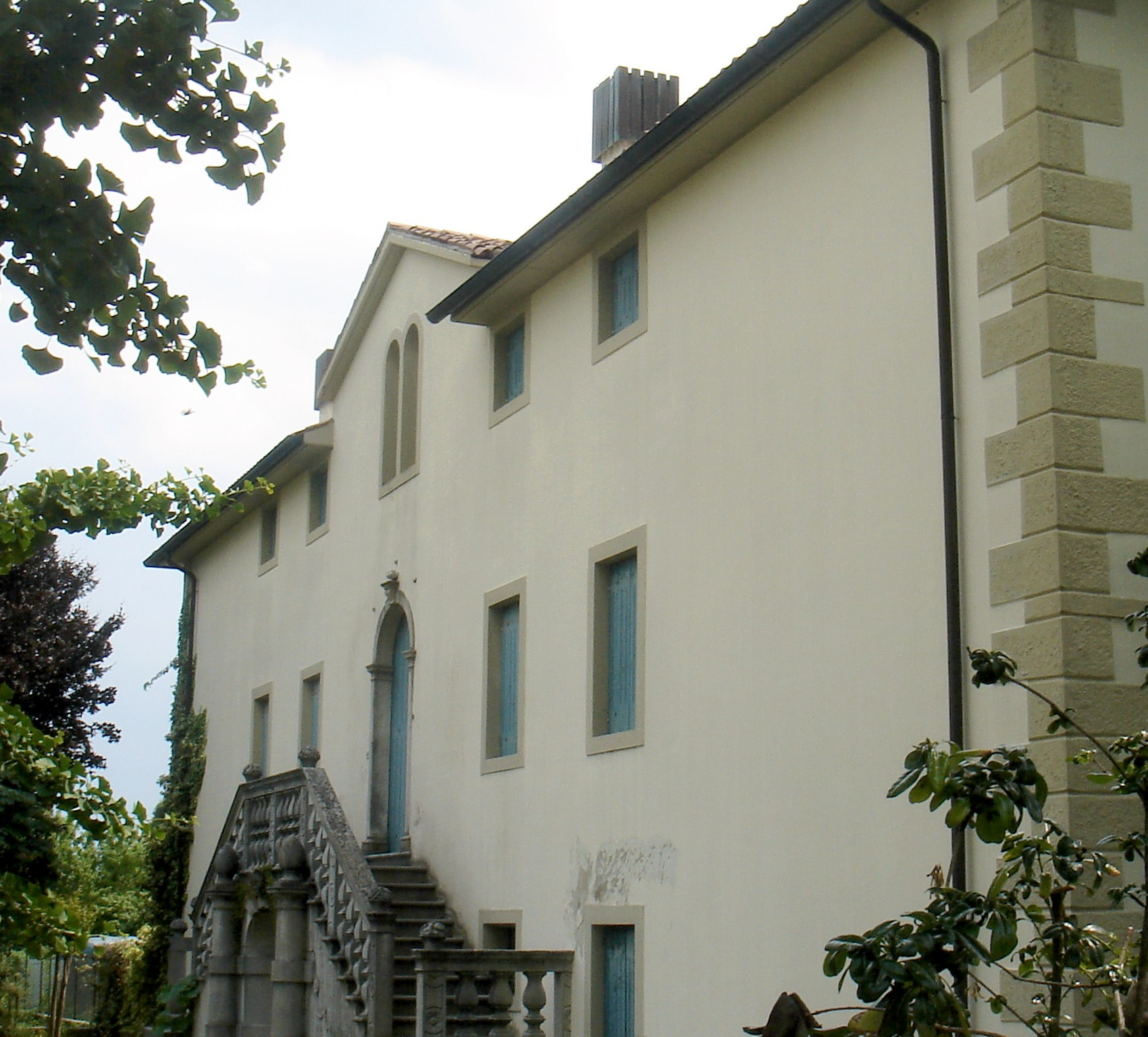
La facciata laterale

Edificio con pianta a L, Casa Pampanini ha due facciate, una principale sulla SS 13 e una secondaria sul lato sinistro, prospiciente un'area di servizio.
La facciata sulla strada statale si mostra fortemente rimaneggiata; essa è simmetrica, con la forometria che evidenzia i tre piani su cui la villa si dispone. La parte centrale è la più rimaneggiata, col portale inserito in elementi lapidei murato in epoca moderna e, al piano nobile una bifora a tutto sesto balaustrata, anch'essa murata parzialmente: in corrispondenza di questi elementi, in alto, un timpano sovrasta la facciata; ai lati, la forometria è costituita da semplici monofore rettangolari.
La facciata laterale, meglio conservata della principale, si differenzia da essa per il minor numero di aperture, oltre che per la diversa disposizione di queste: infatti ha un portale a tutto sesto centrale al piano nobile, dotato di due scale a gomito, che lo mettono in comunicazione col giardino; in corrispondenza del portale, al secondo piano, è presente un disadorno rialzo, all'interno del quale c'è una bifora.